# Anjozorobe
Anjozorobe är en ort i Madagaskar.   Den ligger i regionen Analamanga, i den centrala delen av landet, 70 km nordost om huvudstaden Antananarivo. Anjozorobe ligger 1 235 meter över havet och antalet invånare är 19 027.
Terrängen runt Anjozorobe är kuperad åt nordväst, men åt sydost är den platt. Runt Anjozorobe är det ganska glesbefolkat, med 30 invånare per kvadratkilometer. Det finns inga andra samhällen i närheten. I omgivningarna runt Anjozorobe växer huvudsakligen savannskog.